# Tudorrosen

Den röd-vita tudorrosen

Tudorrosen, den heraldiska symbolen för huset Tudor skapades genom att ena Yorks vita ros och Lancasters röda ros, i slutet av Rosornas krig.
Då Henrik Tudor tog Englands krona från Rikard III i strid, avslutade han Rosornas krig mellan Huset Lancaster och Huset York. Hans mor var Margareta Beaufort från huset Lancaster, och hans far var Edmund Tudor från huset Richmond, och Henrik gifte sig med Elizabeth av York för att ena alla fraktioner. 
Rosen är vit på rött om den visas på ett färgat fält, eller röd på vitt om den visas på ett metalliskt (guld eller silver) enligt den heraldiska tinkturregeln. 
Användandet av rosor kommer från en grekisk myt: Afrodite gav sin son, kärleksguden Eros, en ros. Rosen kom att bli en symbol för kärlek och åtrå. Eros gav rosen till Harpokrates, tystnadens gud, för att inte skvaller skulle spridas om hans mor. Därigenom blev även rosen symbol för tystnad och hemligheter. Under medeltiden hängde en ros från rådssalar för att påminna de närvarande om tystnadsplikt, sub rosa - under rosen.
Henrik Tudor och Elizabeth fick många barn, varav den mest kände, eller ökände, var Henrik VIII.
Mellan 1982 och 2008 var det en Tudorros på det brittiska 20 pencemyntet.